# 松浦市の地名
松浦市の地名では、長崎県松浦市の地名の一覧を記す。なお、松浦市の地名は｢□□町○○免｣のように合併前の町村名（ただし新御厨町は旧村名にあわせ御厨町、星鹿町）を冠した後に字名が付く。
住所表記として用いられる免の他に、行政上の単位で、自治会としても用いられる行政区の所属についても併記する。

## 1955年の合併による免の継承

### 旧志佐町
- 志佐町浦免

行政区: 大浜東、大浜西、馬場、丹花、上町、中町、立町、横町、元町、田原、住吉通、田原高層住宅、向町上、愛光園、潮見団地
- 志佐町里免

行政区: 不老山、里1～2、里田原1～2、辻ノ尾
- 志佐町庄野免

行政区: 庄野、鹿ノ爪、立石川、三栄、蛭子崎団地、旭町、蛭子崎東、蛭子崎中、蛭子崎西、下庄野、上野(一部)
- 志佐町白浜免

行政区: 岸浜、白浜、白浜団地、黒汐
- 志佐町西山免

行政区: 西山

#### 旧上志佐村
旧上志佐村には「高野」「横辺田」の2大字があった。志佐町合併と同年に廃止されている。
旧大字高野
- 志佐町赤木免

行政区: 赤木
- 志佐町池成免

行政区: 池成
- 志佐町栢木免（かやのき）

行政区: 栢ノ木、上野(一部)、新志佐
- 志佐町高野免

行政区: 上高野、下高野、高野団地、高野松山団地
旧大字横辺田
- 志佐町田平免

行政区: 田ノ平
- 志佐町長野免

行政区: 長野
- 志佐町稗木場免

行政区: 稗木場
- 志佐町笛吹免

行政区: 笛吹
- 志佐町柚木川内免（ゆのきがわち）

行政区: 柚木川内
- 志佐町横辺田免

行政区: 横辺田

### 旧新御厨町
松浦市は基本的に合併前の旧町名を冠したが、新御厨町のみ、1941年に新御厨町として合併する前の「御厨村」「星鹿村」に基づいた「御厨町」「星鹿町」に分割された。

#### 旧御厨村
旧御厨村には「御厨」「大崎」「田代」の3大字があった。これらは新御厨町時代の1948年に廃止されている。
旧大字御厨
- 御厨町池田免

行政区:池田
- 御厨町上登木免

行政区: 寺ノ尾中
- 御厨町北平免

行政区: 神原、西日本プラント工業松浦寮
- 御厨町里免

行政区: 平瀬、市場、札場、泉、駅通、池田上、長嶺団地、二反田、御厨団地、青山荘
- 御厨町下登木免

行政区: (不明)
- 御厨町立木免

行政区: (不明)
- 御厨町田原免

行政区: (無住地区につきなし)
- 御厨町寺ノ尾免

行政区: 寺ノ尾上
- 御厨町中野免

行政区: 中野
- 御厨町前田免

行政区: 前田、御厨上坊団地
- 御厨町横久保免

行政区: 寺ノ尾下
旧大字大崎
- 御厨町相坂免

行政区: 小船(一部)
- 御厨町大崎免

行政区: 大崎下
- 御厨町狩原免

行政区: (不明)
- 御厨町川内免

行政区: 川内
- 御厨町小船免

行政区: 小船(一部)
- 御厨町米ノ山免

行政区: (不明)
- 御厨町高野免

行政区: 大崎上
- 御厨町西木場免

行政区: 西木場
- 御厨町西田免

行政区: (不明)
- 御厨町普住免（ふじゅう）

行政区: (不明)
- 御厨町山根免

行政区: (不明)
旧大字田代
- 御厨町板橋免

行政区: 板橋
- 御厨町郭公尾免（こっこのお）

行政区: 郭公尾
- 御厨町木場免

行政区: 木場
- 御厨町田代免

行政区: 田代

#### 旧星鹿村
新御厨町発足後も大字を編成しなかった。旧御厨村の大字廃止後は町全域等しく大字なしの地区となった。
- 星鹿町青島免

行政区: 青島
- 星鹿町北久保免

行政区: 北久保、海光園
- 星鹿町下田免

行政区: 下田
- 星鹿町岳崎免

行政区: 川原辺田、星鹿、大石
- 星鹿町牟田免

行政区: 牟田

### 旧調川町
- 調川町上免

行政区: 上免、七区1～2(一部)
- 調川町下免

行政区: 下免、江口1～3、七区1～2(一部)、調川宮ノ前団地
- 調川町白井免

行政区: 白井
- 調川町中免

行政区: 中免
- 調川町平尾免

行政区: 上平尾、中興、大小松、平尾、前浜、前浜団地
- 調川町松山田免

行政区: 松山田

## 旧今福町（1955年中に編入）からの免の継承
今福町の読み方は北松浦郡時代は「いまぶくまち」であったが、松浦市編入後は「いまふくちょう」に変更している。なおこの影響で、編入前に開業した今福駅の読みは現在でも「いまぶく」を使っている。
- 今福町浦免

行政区: 人柱(一部)、東新町、本町、栄町、仲町、元町、恵比須町、松崎
- 今福町北免

行政区: 土肥ノ浦(一部)、北東1～3(一部)、人柱(一部) 、今福梶の葉団地
- 今福町木場免

行政区: 木場
- 今福町坂野免

行政区: 坂野
- 今福町寺上免（てらげ）

行政区: 寺上
- 今福町飛島免

行政区: 飛鳥
- 今福町滑栄免（なべるばえ）

行政区: 滑栄
- 今福町東免

行政区: 土肥ノ浦(一部)、浜ノ脇、北東1～3(一部)、羽古場、福徳、今福団地、人柱(一部)
- 今福町仏坂免

行政区: 仏坂、仏坂住宅、西新町、楠籠団地

## 2006年の合併で初めて松浦市となった地域

### 旧鷹島町
- 鷹島町阿翁免（あおう）

行政区: 阿翁
- 鷹島町阿翁浦免

行政区: 阿翁浦
- 鷹島町黒島免

行政区: 黒島
- 鷹島町神崎免（こうざき）

行政区: 石川、神崎
- 鷹島町里免

行政区: 里、日比
- 鷹島町三里免（さんり）

行政区: 三里
- 鷹島町中通免

行政区: 中通、殿之浦
- 鷹島町原免（はる）

行政区: 原
- 鷹島町船唐津免（ふなとうづ）

行政区: 船唐津

### 旧福島町
- 福島町浅谷免（あさがい）

行政区: 浅谷
- 福島町喜内瀬免（きないせ）

行政区: 喜内瀬
- 福島町里免

行政区: 里
- 福島町塩浜免

行政区: 伊万里釜、播磨釜、福崎、日の浦(一部)
- 福島町土谷免（どや）

行政区: 土谷
- 福島町鍋串免

行政区: 鍋串
- 福島町端免（はし）

行政区: 端、日の浦(一部)
- 福島町原免（はる）

行政区: 原